# Nsimbala diwata
Nsimbala diwata är en insektsart som beskrevs av Irena Dworakowska 1974. Nsimbala diwata ingår i släktet Nsimbala och familjen dvärgstritar. Inga underarter finns listade i Catalogue of Life.